# A919 road
Die A919 road ist eine A-Straße in der schottischen Council Area Fife.

## Verlauf
Die Straße beginnt als Abzweigung von der A914 (Dairsie–Newport-on-Tay) am Nordrand des Weilers St. Michaels. Sie führt in südöstlicher Richtung entlang der Bahnstrecke Edinburgh–Aberdeen und erreicht die Ortschaft Leuchars, wo sie die Hauptverkehrsstraße bildet. Vorbei an der RAF Leuchars führt die A919 in südlicher Richtung nach Guardbridge. Am Südende der Ortschaft mündet die Straße an nach einer Gesamtstrecke von 4,6 km an einem Kreisverkehr in die A91 (Bannockburn–St Andrews) ein.

## Umgebung
Entlang der A919 liegen vier denkmalgeschützte Bauwerke. Sie sind allesamt als Denkmäler der Kategorie B klassifiziert. Am Nordrand von Leuchars liegt unter der Adresse 86 Main Street eine aus dem Jahre 1794 stammende Villa. Im Zentrum der Ortschaft ist unter der Adresse 59–61 Main Street das Ye Olde Hotel angesiedelt. Das Gebäude stammt aus dem frühen 19. Jahrhundert.
Im Norden von Guardbridge überspannt die aus dem 18. Jahrhundert stammende Inner Bridge mit drei Bögen das Motray Water. Sie verläuft parallel der A919 und wurde zwischenzeitlich durch eine moderne Brücke ersetzt. Weiter südlich ziehen sich die Gebäude der Guardbridge Paper Mill entlang der Straße. Die außerdem mit weiteren Bauwerken zu einem Denkmalensemble zusammengefassten Gebäude stammen aus dem frühen 18. Jahrhundert.